# Preussische Jahrbücher
Preussische Jahrbücher var en månadsskrift för politik, historia och litteratur utgiven i Berlin 1858–1935.
Tidskriftens redaktörer var Rudolf Haym (1858–1866), Heinrich von Treitschke (1866–1889), Hans Delbrück (1889–1919), Walter Schotte (1920–1927) och Walter Heynen från 1927.